# The One (pesem, Kylie Minogue)
»The One« je pesem avstralske pop pevke Kylie Minogue. Je peti in zadnji singl z njenega desetega glasbenega albuma, X (2007). Pesem »The One« so napisali Richard Stannard, Kylie Minogue, James Wiltshire, Russell Small, John Andersson, Johan Emmoth in Emma Holmgren. Je elektropop pesem zmernega tempa z vplivom dance-pop in synthpop glasbe.
Pesem je izšla digitalno in tako postala njen drugi singl, izdan le v digitalnem formatu, za pesmijo »Over The Rainbow«. S strani glasbenih kritikov je pesem prejela predvsem pozitivne ocene. Pesem »The One« je na začetku izvedla plesna glasbena skupina Laid and Emma Holmgren. Pesem po svetu ni požela veliko uspeha, predvsem zato, ker je izšla le digitalno, pa tudi promovirali je niso. Pesem je zasedla eno od prvih desetih mest na avstralski, eno od prvih štiridesetih na britanski in eno od prvih petih na novozelandski glasbeni lestvici.

## Ozadje
Kylie Minogue je leta 2008 oznanila, da bodo pesem »The One« izdali kot četrti uradni singl z njenega desetega glasbenega albuma, X (2007). Pesem »The One« je na začetku izvedla plesna glasbena skupina Laid and Emma Holmgren. Ta verzija je nosila naslov »I'm the One«, leta 2006 pa so jo vključili na svojo plesno kompilacijo Mastercuts: Funky House in 2006. Verzija Kylie Minogue je vključevala nove verze. Pesem je napisalo veliko tekstopiscev, in sicer Kylie Minogue, Richard Stannard, James Wiltshire, Russell Small, John Andersson, Johan Emmoth in Emma Holmgren, producirala pa sta jo Richard Stannard in glasbena skupina Freemasons. Izdali so dve uradni verziji pesmi. Prva je bila verzija z albuma, druga pa remix glasbene skupine Freemasons.

## Sprejem kritikov
Pesem je s strani glasbenih kritikov prejela predvsem pozitivne ocene, čeprav tudi nekaj negativnih. Chris True s spletne strani Allmusic je napisal, da je pesem »hladna, preračunljiva dance-pop pesem, ki je v primerjavi z njenimi prejšnjimi deli še bolj okvirna.« Novinar revije BBC Music je napisal, da pesem »The One« »sledi njeni dobro premišljeni tradiciji ustvarjanju pesmi, ki ti zlomijo srce, lahko pa vas tudi prisilijo, da ob njej pričnete plesati.« Nick Levine iz revije Digital Spy, ki je pesmi dodelil štiri od petih pesmi, je v svoji oceni singla napisal: »Ta bleščeča tehno-pop lepotica je popolna za Kylie Minogue, saj z njo raziskuje svoje vokalne sposobnosti; v pesmi zveni angelsko in istočasno tudi odločeno. Morda bo za album X kar malo preveč, a pesem 'The One' nas spomni na to, da ko je Kylie na vrhu, je nihče ne premaga.«

## Dosežki na lestvicah
Pesem »The One« so v Avstraliji izdali 20. oktobra 2008. Sicer se ni uvrstila na vrh avstralske glasbene lestvice, vendar se je vseeno uvrstila na eno od prvih desetih mest. V Združenem kraljestvu je pesem izšla 28. julija 2008 samo v digitalnem formatu; ekskluzivno so singl nameravali izdati tudi v fizični obliki, vendar ga nazadnje niso. 9. avgusta 2008 je na britanski glasbeni lestvici je pesem zasedla šestintrideseto mesto, vendar je že 23. avgusta že izpadla z lestvice. 22. septembra 2008 je singl digitalno izšel še na Novi Zelandiji. Na novozelandski lestvici je pesem zasedla drugo mesto in tako postala druga najuspešnejša pesem Kylie Minogue tamkaj, takoj za pesmijo »Can't Get You Out of My Head«, ki se je na tej lestvici uvrstila na prvo mesto. Drugod po svetu pesem ni bila tako uspešna. Zasedla je šestindvajseto mesto na madžarski in petnajsto na belgijski. Več uspeha je pesem dosegla na Slovaškem, kjer je zasedla šesto mesto glasbene lestvice, na kateri je ostala še petindvajset tednov. Tudi v Bolgariji je pesem požela nekaj uspeha, saj je zasedla deseto mesto bolgarske glasbene lestvice in tam ostala še trinajst tednov.

## Videospot
Po nekaj tednih govoric in oznanilu, da singla ne bodo izdali tudi v fizičnem formatu je Kylie Minogue preko svoje uradne spletne strani potrdila, da je videospot za pesem »The One« že posnela. Videospot je režiral Ben Ib. Videospot, v katerem je bil uporabljen Freemasonsov remix pesmi, so premierno predvajali avgusta 2008 preko uradne spletne strani Kylie Minogue. V njem nastopata moški (Jason Beitel) in ženska plesalka (Nikki Trow), ki se ob spremljavi kaleidoskopskih svetlobnih posebnih učinkov v ozadju vrtita, s čimer pogosto ustvarita spirograf. Kylie Minogue se najprej pojavi s svetlimi, dolgimi in rahlo nakodranimi lasmi, oblečena v obleko iz dvajsetih z vizualnim motivom spirale. Čez celoten videospot se kaleidoskopski posebni učinki nadaljujejo, Kylie Minogue pa je med drugim oblečena v dolgo belo svileno obleko in tesno oprijeto črno obleko z globokim izrezom, v enem od prizorov pa se poleg pevca Rayja-Bana Wayfarerja, ki skupaj z njo zapoje nekaj kitic, pojavi s kratko pričesko in velikimi sončnimi očali.
Videospota samega v Latinski Ameriki niso izdali, vendar so ga v sklopu promocije pesmi izdali na kanalih VH1 in MTV Brasil.

## Nastopi v živo
Kylie Minogue je s pesmijo »The One« nastopila na naslednjih koncertnih turnejah:
- KylieX2008:
  - Originalno različico je Kylie Minogue izvedla na koncertu 6. junija (v Parizu) in koncertu 27. junija (v Belfastu).
  - Na veliko koncertih so izvedli »Freemasonsov vokalni klubski remix«.
  - Na enajstih koncertih (v Oslu in Stockholmu) so izvedli akustično verzijo pesmi.
  - Na koncertu 15. novembra (v Buenos Airesu) je Kylie Minogue najprej izvedla akustično verzijo pesmi, nato pa še »Freemasonsov vokalni klubski remix«.
- North American Tour 2009: najprej akustična verzija, nato »Freemasonsov vokalni klubski remix«.
- Aphrodite World Tour: remix je vključeval elemente tako originalne različice kot »Freemasonsovega vokalnega klubskega remixa«.

S pesmijo je nastopila tudi na televizijski specijalki The Kylie Show (2007).

## Seznam verzij
Britanski promocijski CD s singlom
1. »The One« – 4:05
2. »The One« (Freemasonsov remix) – 3:41

Britanski singl z iTunesa
1. »The One« – 4:05
2. »The One« (Freemasonsov vokalni klubski remix) – 9:14

Avstralski EP z iTunesa
1. »The One« – 4:05
2. »The One« (Freemasonsov vokalni klubski remix - krajša različica) – 3:42
3. »The One« (Freemasonsov vokalni klubski remix) – 9:14

Evropski singl z iTunesa
1. »The One« – 3:36

## Dosežki
| Lestvica (2008)                               | Dosežek |
| --------------------------------------------- | ------- |
| Belgija (Flandrija; Ultratop 50)              | 7       |
| Belgija (Valonija; Ultratop 40)               | 15      |
| Češka (IFPI)                                  | 38      |
| Madžarska (Rádiós Top 40)                     | 26      |
| Nova Zelandija (RIANZ)                        | 2       |
| Rusija (TopHit)                               | 61      |
| Slovaška (IFPI)                               | 6       |
| Združeno kraljestvo (Official Charts Company) | 6       |

## Zgodovina izidov
| Država              | Datum izida        |
| ------------------- | ------------------ |
| Združeno kraljestvo | 28. julij 2008     |
| Nova Zelandija      | 22. september 2008 |
| Evropa              | 7. oktober 2008    |
| Avstralija          | 20. oktober 2008   |